# Rhene khandalaensis
Rhene khandalaensis är en spindelart som beskrevs av Benoy Krishna Tikader 1977. Rhene khandalaensis ingår i släktet Rhene och familjen hoppspindlar. Inga underarter finns listade i Catalogue of Life.